# Fußball-Europameisterschaft der Frauen 2025/Gruppe A
| Pl. | Land     | Sp. | S | U | N | Tore    | Diff. | Punkte |
| --- | -------- | --- | - | - | - | ------- | ----- | ------ |
| 1.  | Norwegen | 3   | 3 | 0 | 0 | 008:500 | +3    | 09     |
| 2.  | Schweiz  | 3   | 1 | 1 | 1 | 004:300 | +1    | 04     |
| 3.  | Finnland | 3   | 1 | 1 | 1 | 003:300 | ±0    | 04     |
| 4.  | Island   | 3   | 0 | 0 | 3 | 003:700 | −4    | 0      |

Dieser Artikel umfasst die Spiele der Vorrundengruppe A der Fußball-Europameisterschaft der Frauen 2025 in der Schweiz mit allen statistischen Details.

## Island – Finnland 0:1 (0:0)
| Island                                          | Island | Finnland | Finnland | Aufstellung                       |
| ----------------------------------------------- | --- | --- | -------- | --------------------------------- |
| Island                                          | \| 1. Spieltag \| \| 2. Juli 2025 um 18:00 Uhr in Thun (Arena Thun) \| \| Zuschauer: 7.683 \| \| Schiedsrichterin: Katalin Kulcsár ( Ungarn) (1) \| \| Spielbericht \| | \| 1. Spieltag \| \| 2. Juli 2025 um 18:00 Uhr in Thun (Arena Thun) \| \| Zuschauer: 7.683 \| \| Schiedsrichterin: Katalin Kulcsár ( Ungarn) (1) \| \| Spielbericht \| | Finnland | Aufstellung Island gegen Finnland |
| Island                                          | Cecilía Rán Rúnarsdóttir – Guðný Árnadóttir, Glódís Perla Viggósdóttir (46. Sædís Rún Heiðarsdóttir), Ingibjörg Sigurðardóttir, Guðrún Arnardóttir – Alexandra Jóhannsdóttir, Karólína Lea Vilhjálmsdóttir (84. Katla Tryggvadóttir), Hildur Antonsdóttir – Hlín Eiríksdóttir (54. Agla María Albertsdóttir), Sandra Jessen (62. Dagný Brynjarsdóttir), Sveindís Jane Jónsdóttir Cheftrainer: Þorsteinn H. Halldórsson | Anna Koivunen – Emma Koivisto (78. Nea Lehtola), Natalia Kuikka, Eva Nyström, Joanna Tynnilä – Katariina Kosola, Ria Öling (90.+5' Vilma Koivisto), Eveliina Summanen (90.+5' Maaria Roth), Oona Siren – Linda Sällström (78. Jutta Rantala) – Sanni Franssi (66. Oona Sevenius) Cheftrainer: Marko Saloranta | Finnland | Aufstellung Island gegen Finnland |
| Island                                          | 0:1 Kosola (70.) | | Finnland | Aufstellung Island gegen Finnland |
| Island                                          | Hildur Antonsdóttir (52.) | Nyström (3.) | Finnland | Aufstellung Island gegen Finnland |
| Island                                          | Hildur Antonsdóttir (58.) | | Finnland | Aufstellung Island gegen Finnland |
| Island                                          | 100. Länderspiel von Natalia Kuikka | | Finnland | Aufstellung Island gegen Finnland |
| Island                                          | Spieler des Spiels: Katariina Kosola (Finnland) | | Finnland | Aufstellung Island gegen Finnland |
| 1. Spieltag                                     | | |          |                                   |
| 2. Juli 2025 um 18:00 Uhr in Thun (Arena Thun)  | | |          |                                   |
| Zuschauer: 7.683                                | | |          |                                   |
| Schiedsrichterin: Katalin Kulcsár ( Ungarn) (1) | | |          |                                   |
| Spielbericht                                    | | |          |                                   |

## Schweiz – Norwegen 1:2 (1:0)
| Schweiz                                             | Schweiz | Norwegen | Norwegen | Aufstellung                        |
| --------------------------------------------------- | --- | --- | -------- | ---------------------------------- |
| Schweiz                                             | \| 1. Spieltag \| \| 2. Juli 2025 um 21:00 Uhr in Basel (St. Jakob-Park) \| \| Zuschauer: 34.063 \| \| Schiedsrichterin: Alina Peșu ( Rumänien) (2) \| \| Spielbericht \| | \| 1. Spieltag \| \| 2. Juli 2025 um 21:00 Uhr in Basel (St. Jakob-Park) \| \| Zuschauer: 34.063 \| \| Schiedsrichterin: Alina Peșu ( Rumänien) (2) \| \| Spielbericht \| | Norwegen | Aufstellung Schweiz gegen Norwegen |
| Schweiz                                             | Livia Peng – Viola Calligaris, Julia Stierli (87. Ana-Maria Crnogorčević), Noelle Maritz – Iman Beney, Noemi Ivelj (63. Alayah Pilgrim), Lia Wälti , Smilla Vallotto, Nadine Riesen – Géraldine Reuteler, Riola Xhemaili (63. Sydney Schertenleib) Cheftrainerin: Pia Sundhage ( Schweden) | Cecilie Fiskerstrand – Thea Bjelde, Maren Mjelde (65. Mathilde Hauge Harviken), Tuva Hansen, Marit Bratberg Lund – Vilde Bøe Risa (65. Lisa Naalsund), Ingrid Syrstad Engen, Caroline Graham Hansen (90.+2' Synne Jensen), Frida Maanum (76. Celin Bizet Ildhusøy), Guro Reiten – Ada Hegerberg (75. Elisabeth Terland) Cheftrainerin: Gemma Grainger ( England) | Norwegen | Aufstellung Schweiz gegen Norwegen |
| Schweiz                                             | 1:0 Riesen (28.) | 1:1 Hegerberg (54.) 1:2 Stierli (58., Eigentor) | Norwegen | Aufstellung Schweiz gegen Norwegen |
| Schweiz                                             | Vallotto (90.+6') | Bjelde (85.) | Norwegen | Aufstellung Schweiz gegen Norwegen |
| Schweiz                                             | 50. Länderspieltor von Hegerberg (54.) Hegerberg verschiesst Elfmeter (70.) | | Norwegen | Aufstellung Schweiz gegen Norwegen |
| Schweiz                                             | Spieler des Spiels: Géraldine Reuteler (Schweiz) | | Norwegen | Aufstellung Schweiz gegen Norwegen |
| 1. Spieltag                                         | | |          |                                    |
| 2. Juli 2025 um 21:00 Uhr in Basel (St. Jakob-Park) | | |          |                                    |
| Zuschauer: 34.063                                   | | |          |                                    |
| Schiedsrichterin: Alina Peșu ( Rumänien) (2)        | | |          |                                    |
| Spielbericht                                        | | |          |                                    |

## Norwegen – Finnland 2:1 (1:1)
| Norwegen                                                | Norwegen | Finnland | Finnland | Aufstellung                         |
| ------------------------------------------------------- | --- | --- | -------- | ----------------------------------- |
| Norwegen                                                | \| 2. Spieltag \| \| 6. Juli 2025 um 18:00 Uhr in Sion (Stade de Tourbillon) \| \| Zuschauer: 7.376 \| \| Schiedsrichterin: Silvia Gasperotti ( Italien) (3) \| \| Spielbericht \| | \| 2. Spieltag \| \| 6. Juli 2025 um 18:00 Uhr in Sion (Stade de Tourbillon) \| \| Zuschauer: 7.376 \| \| Schiedsrichterin: Silvia Gasperotti ( Italien) (3) \| \| Spielbericht \| | Finnland | Aufstellung Norwegen gegen Finnland |
| Norwegen                                                | Cecilie Hauståker Fiskerstrand – Thea Bjelde, Mathilde Harviken, Tuva Hansen, Marit Bratberg Lund – Vilde Bøe Risa (46. Lisa Naalsund), Caroline Graham Hansen (87. Celin Bizet Ildhusøy), Ingrid Syrstad Engen – Frida Maanum (46. Signe Gaupset), Ada Hegerberg (90.+2' Karina Sævik), Guro Reiten Cheftrainerin: Gemma Grainger ( England) | Anna Koivunen – Emma Koivisto (72. Nea Lehtola), Natalia Kuikka, Eva Nyström, Joanna Tynnilä (87. Anni Hartikainen), Katariina Kosola – Ria Öling (61. Sanni Franssi), Oona Siren, Eveliina Summanen, Oona Sevenius (87. Olga Ahtinen) – Linda Sällström (72. Jutta Rantala) Cheftrainer: Marko Saloranta | Finnland | Aufstellung Norwegen gegen Finnland |
| Norwegen                                                | 1:0 Nyström (3., Eigentor) 2:1 Graham Hansen (84.) | 1:1 Sevenius (32.) | Finnland | Aufstellung Norwegen gegen Finnland |
| Norwegen                                                | Spieler des Spiels: Caroline Graham Hansen (Norwegen) | | Finnland | Aufstellung Norwegen gegen Finnland |
| 2. Spieltag                                             | | |          |                                     |
| 6. Juli 2025 um 18:00 Uhr in Sion (Stade de Tourbillon) | | |          |                                     |
| Zuschauer: 7.376                                        | | |          |                                     |
| Schiedsrichterin: Silvia Gasperotti ( Italien) (3)      | | |          |                                     |
| Spielbericht                                            | | |          |                                     |

## Schweiz – Island 2:0 (0:0)
| Schweiz                                              | Schweiz | Island | Island | Aufstellung                      |
| ---------------------------------------------------- | --- | --- | ------ | -------------------------------- |
| Schweiz                                              | \| 2. Spieltag \| \| 6. Juli 2025 um 21:00 Uhr in Bern (Stadion Wankdorf) \| \| Zuschauer: 29.658 \| \| Schiedsrichterin: Marta Huerta de Aza ( Spanien) (4) \| \| Spielbericht \| | \| 2. Spieltag \| \| 6. Juli 2025 um 21:00 Uhr in Bern (Stadion Wankdorf) \| \| Zuschauer: 29.658 \| \| Schiedsrichterin: Marta Huerta de Aza ( Spanien) (4) \| \| Spielbericht \| | Island | Aufstellung Schweiz gegen Island |
| Schweiz                                              | Livia Peng – Iman Beney, Viola Calligaris, Julia Stierli (56. Ana-Maria Crnogorčević), Noelle Maritz, Nadine Riesen (78. Alayah Pilgrim) – Géraldine Reuteler, Lia Wälti , Smilla Vallotto – Sydney Schertenleib, Svenja Fölmli (56. Leila Wandeler) Cheftrainerin: Pia Sundhage ( Schweden) | Cecilía Rán Rúnarsdóttir – Guðný Árnadóttir (34. Sædís Heiðarsdóttir), Glódís Perla Viggósdóttir , Ingibjörg Sigurðardóttir (81. Katla Tryggvadóttir), Guðrún Arnardóttir – Alexandra Jóhannsdóttir (81. Áslaug Munda Gunnlaugsdóttir), Karólína Lea Vilhjálmsdóttir, Dagný Brynjarsdóttir – Agla María Albertsdóttir (67. Hafrún Rakel Halldórsdóttir), Sandra Jessen, Sveindís Jane Jónsdóttir Cheftrainer: Þorsteinn H. Halldórsson | Island | Aufstellung Schweiz gegen Island |
| Schweiz                                              | 1:0 Reuteler (76.) 2:0 Pilgrim (90.) | | Island | Aufstellung Schweiz gegen Island |
| Schweiz                                              | Ingibjörg Sigurðardóttir (23.), Alexandra Jóhannsdóttir (25.), Þorsteinn H. Halldórsson (34., Trainer), Karólína Lea Vilhjálmsdóttir (65.) | | Island | Aufstellung Schweiz gegen Island |
| Schweiz                                              | Spieler des Spiels: Géraldine Reuteler (Schweiz) | | Island | Aufstellung Schweiz gegen Island |
| 2. Spieltag                                          | | |        |                                  |
| 6. Juli 2025 um 21:00 Uhr in Bern (Stadion Wankdorf) | | |        |                                  |
| Zuschauer: 29.658                                    | | |        |                                  |
| Schiedsrichterin: Marta Huerta de Aza ( Spanien) (4) | | |        |                                  |
| Spielbericht                                         | | |        |                                  |

## Finnland – Schweiz 1:1 (0:0)
| Finnland                                               | Finnland | Schweiz | Schweiz | Aufstellung                        |
| ------------------------------------------------------ | --- | --- | ------- | ---------------------------------- |
| Finnland                                               | \| 3. Spieltag \| \| 10. Juli 2025 um 21:00 Uhr in Genf (Stade de Genève) \| \| Zuschauer: 26.388 \| \| Schiedsrichterin: Stéphanie Frappart ( Frankreich) (5) \| \| Spielbericht \| | \| 3. Spieltag \| \| 10. Juli 2025 um 21:00 Uhr in Genf (Stade de Genève) \| \| Zuschauer: 26.388 \| \| Schiedsrichterin: Stéphanie Frappart ( Frankreich) (5) \| \| Spielbericht \| | Schweiz | Aufstellung Finnland gegen Schweiz |
| Finnland                                               | Anna Koivunen – Joanna Tynnilä, Natalia Kuikka, Eva Nyström, Emma Koivisto – Eveliina Summanen (72. Nea Lehtola), Oona Siren, Oona Sevenius (57. Sanni Franssi) – Ria Öling (57. Olga Ahtinen), Katariina Kosola (82. Maaria Roth) – Linda Sällström (72. Jutta Rantala) Cheftrainer: Marko Saloranta | Livia Peng – Iman Beney (82. Alisha Lehmann), Viola Calligaris, Julia Stierli (82. Riola Xhemaili), Noelle Maritz, Nadine Riesen (46. Ana-Maria Crnogorčević) – Géraldine Reuteler, Lia Wälti , Smilla Vallotto – Sydney Schertenleib (71. Alayah Pilgrim), Svenja Fölmli (46. Leila Wandeler) Cheftrainerin: Pia Sundhage ( Schweden) | Schweiz | Aufstellung Finnland gegen Schweiz |
| Finnland                                               | 1:0 Kuikka (79., Foulelfmeter) | 1:1 Xhemaili (90.+2') | Schweiz | Aufstellung Finnland gegen Schweiz |
| Finnland                                               | Koivunen (90.+1') | Reuteler (34.) | Schweiz | Aufstellung Finnland gegen Schweiz |
| Finnland                                               | Spieler des Spiels: Géraldine Reuteler (Schweiz) | | Schweiz | Aufstellung Finnland gegen Schweiz |
| 3. Spieltag                                            | | |         |                                    |
| 10. Juli 2025 um 21:00 Uhr in Genf (Stade de Genève)   | | |         |                                    |
| Zuschauer: 26.388                                      | | |         |                                    |
| Schiedsrichterin: Stéphanie Frappart ( Frankreich) (5) | | |         |                                    |
| Spielbericht                                           | | |         |                                    |

## Norwegen – Island 4:3 (2:1)
| Norwegen                                        | Norwegen | Island | Island | Aufstellung                       |
| ----------------------------------------------- | --- | --- | ------ | --------------------------------- |
| Norwegen                                        | \| 3. Spieltag \| \| 10. Juli 2025 um 21:00 Uhr in Thun (Arena Thun) \| \| Zuschauer: 7.859 \| \| Schiedsrichterin: Alina Peșu ( Rumänien) (6) \| \| Spielbericht \| | \| 3. Spieltag \| \| 10. Juli 2025 um 21:00 Uhr in Thun (Arena Thun) \| \| Zuschauer: 7.859 \| \| Schiedsrichterin: Alina Peșu ( Rumänien) (6) \| \| Spielbericht \| | Island | Aufstellung Norwegen gegen Island |
| Norwegen                                        | Cecilie Hauståker Fiskerstrand – Emilie Woldvik, Maren Mjelde (79. Marthine Østenstad), Mathilde Harviken (46. Marit Bratberg Lund), Tuva Hansen – Vilde Bøe Risa (46. Justine Kielland), Frida Leonhardsen Maanum, Lisa Naalsund – Celin Bizet Ildhusøy (73. Synne Jensen), Elisabeth Terland (61. Karina Sævik), Signe Gaupset Cheftrainerin: Gemma Grainger ( England) | Cecilía Rán Rúnarsdóttir – Guðrún Arnardóttir, Glódís Perla Viggósdóttir , Ingibjörg Sigurðardóttir, Sædís Heiðarsdóttir – Alexandra Jóhannsdóttir (82. Berglind Rós Ágústsdóttir), Karólína Lea Vilhjálmsdóttir (71. Amanda Jacobsen Andradóttir), Hildur Antonsdóttir (57. Dagný Brynjarsdóttir) – Sveindís Jane Jónsdóttir, Sandra Jessen (71. Hlín Eiríksdóttir), Katla Tryggvadóttir (57. Agla María Albertsdóttir) Cheftrainer: Þorsteinn H. Halldórsson | Island | Aufstellung Norwegen gegen Island |
| Norwegen                                        | 1:1 Gaupset (15.) 2:1 Gaupset (26.) 3:1 Maanum (49.) 4:1 Maanum (76.) | 0:1 Sveindís Jane Jónsdóttir (6.) 4:2 Hlín Eiríksdóttir (84.) 4:3 Glódís Perla Viggósdóttir (90.+5', Foulelfmeter) | Island | Aufstellung Norwegen gegen Island |
| Norwegen                                        | Bratberg Lund (64.) | Glódís Perla Viggósdóttir (35.) | Island | Aufstellung Norwegen gegen Island |
| Norwegen                                        | Bratberg Lund (90.+4') | | Island | Aufstellung Norwegen gegen Island |
| Norwegen                                        | Spieler des Spiels: Signe Gaupset (Norwegen) | | Island | Aufstellung Norwegen gegen Island |
| 3. Spieltag                                     | | |        |                                   |
| 10. Juli 2025 um 21:00 Uhr in Thun (Arena Thun) | | |        |                                   |
| Zuschauer: 7.859                                | | |        |                                   |
| Schiedsrichterin: Alina Peșu ( Rumänien) (6)    | | |        |                                   |
| Spielbericht                                    | | |        |                                   |